# 영력제
소종 영력제(昭宗 永曆帝, 1623년 11월 1일(음력 10월 9일) ~ 1662년 6월 1일(음력 4월 15일)) 또는 영명왕(永明王)은 남명의 제5대 황제(제위 : 1646년 ~ 1662년)이자, 사실상 마지막 황제이다. 휘는 유랑(由榔)이다. 만력제(萬曆帝)의 손자이자, 명나라 마지막 황제 숭정제(崇禎帝)의 사촌동생에 해당된다. 황제에 즉위하기 전에는 영명왕의 지위에 있었다. 그의 사후에도 조선에서는 청나라를 인정하지 않고 그의 연호인 '영력'을 기년으로 하였는데, 19세기에도 양반가나 공문에 영력 연호를 사용하여 ‘영력200년’ 등으로 표기하기도 했다.
묘호는 소종(昭宗), 시호는 응천추도민의공검경문위무예인극효광황제(應天推道敏毅恭檢經文緯武禮仁克孝匡皇帝)로 정성공이 추서하였다.

## 생애
1643년 명말(明末) 혼란으로부터 피하기 위해 아버지 주상영(朱常瀛)과 함께 광서(廣西)로 도망갔다. 그 직후, 아버지와 형이 사망하면서 계왕(桂王)이 된다. 1644년, 이자성(李自成)의 반란으로 숭정제(崇禎帝)가 자살하여 명이 멸망하자, 당왕(唐王)과 복왕(福王)과 협력하여 남명 정권이 성립되었다. 당왕이 청(淸)의 군대에게 잡히자, 조경(肇慶)으로 피하여 1646년 12월 18일에 황제로 즉위하였고, 연호를 영력(永曆)으로 하였다.
이후 정성공(鄭成功)의 협력하에, 한때는 광동(廣東), 광서(廣西), 귀주(貴州), 운남(雲南) 일대를 통치하였다. 1650년 청군이 중국 남부 경동과 계림(桂林)을 함락시키고 1656년 주산열도를 점령하자, 화남(華南) 각지를 방랑했다. 1659년 청군이 운남까지 차지하자 영력제는 버마로 도주하였다. 이때 영력제를 따른 가신은 불과 650명 정도에 지나지 않았다. 1662년 청에 투항한 오삼계(吳三桂)가 버마까지 쳐들어왔다. 청군의 위세를 무서워한 버마 삔왕에 의해서 청군에 사로잡혔다. 영력제는 살해되었고(6월 1일, 음력 4월 15일) 이로써 명나라는 완전히 멸망하였다.
명 부흥군은 비정통인 정무제(定武帝)를 추대하고 2년간 청군에 항전하였으나 그도 후계자를 남기지 못하고 돌연사하면서 명은 다시 일어서지 못하였다.

## 사후
정성공은 그가 죽자 국상을 선포하고 애도기간을 가진 뒤 응천추도민의공검경문위무예인극효광황제(應天推道敏毅恭檢經文緯武禮仁克孝匡皇帝)라는 시호를 추서했다. 조선에서도 그의 죽음 이후 조선의 유림들은 사적으로 별실에 상청(喪廳)을 마련하고 상복을 입고 곡을 하기도 하여 이는 조선과 청나라간의 외교문제로까지 비화되었다. 이후에도 조선의 유림들은 청나라를 인정하지 않아 그의 연호인 '영력'을 기년으로 하여 19세기에도 양반가나 공문에는 영력 연호를 사용하여 영력 200년으로 표기하기도 했다.

## 가계
- - 장남 : 회민태자 주자작(懷愍太子 朱慈爝, 1645년~?)
  - 차남 : 도민태자 주자벌(悼愍太子 朱慈䇅, 1646년~1712년)
  - 3남 : 애민태자 주자현(哀愍太子 朱慈炫, 1648년~1662년)
  - 4남 : 원애왕 주자립(沅哀王 朱慈𤇥, 1650년~?)
  - 5남 : 부도왕 주자위(涪悼王 朱慈煒, 1654년~1655년)
  - 6남 : 면상왕 주자습(沔殤王 朱慈熠, 1654년~1655년)
  - 7남 : 예충왕 주자작(澧冲王 朱慈焯, 1654년~1656년)

## 기년과 연호
| 연호       | 사용기간 | 사용기간        | 년수 | 비고 |
| ---------- | -------- | --------------- | ---- | ---- |
| 영력(永曆) | 1647년   | 1662년 (청나라) | 2년  |      |
| 영력(永曆) | 1647년   | 1683년 (연평왕) | 35년 |      |